# Sipuncula

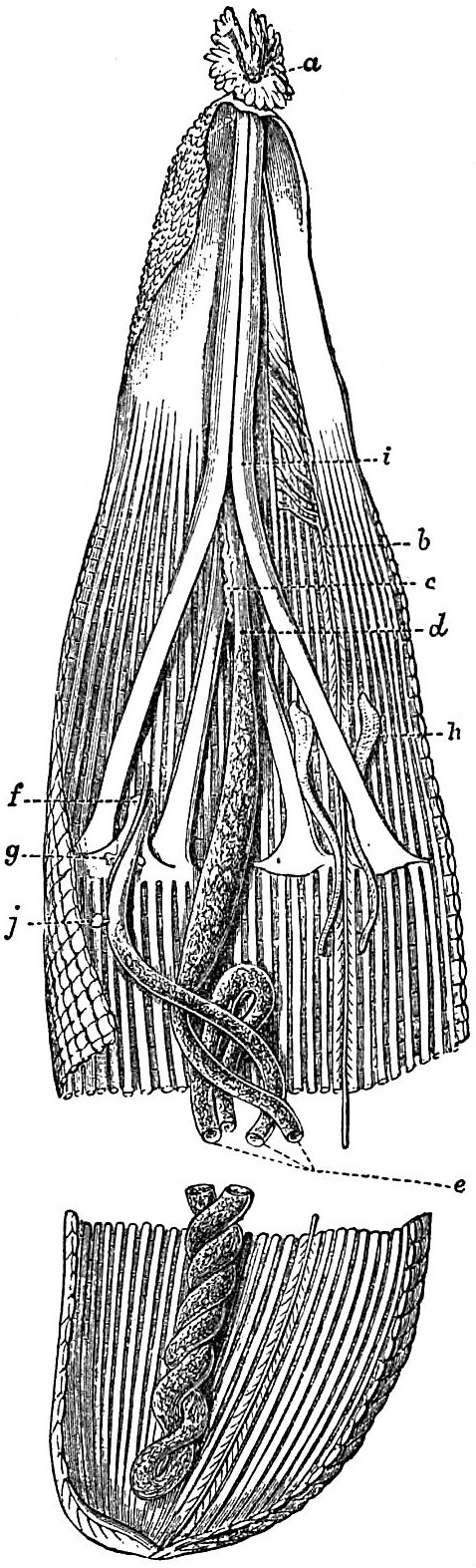
Órgãos internos de Sipunculus nudus: a - boca; b - cordão nervoso ventral; c - coração; d - esôfago; e - intestino; f - posição do ânus; g - órgãos em forma de tufos; h - nefrídio direito; i - músculos retratores; j - divertículo no reto. “Sipunculoidea,” Encyclopædia Britannica (11th ed.), v. 25, 1911, p. 152, Fig. 1. (Arthur Everett Shipley)

Sipuncula (do latim sipunculus, “pequeno sifão”) é um grupo que compreende 320 espécies conhecidas de animais bilaterais marinhos vermiformes e não-segmentados, os quais estão divididos em 6 famílias. Embora tradicionalmente classificados como um filo, análises moleculares recentes indicam que Sipuncula é na realidade uma classe pertencente ao filo Annelida. Estes animais são comumente conhecidos como peanut worms (do inglês, “vermes amendoim”). Seu corpo é organizado basicamente em um tronco muscular e uma introverte retrátil, esta última contendo a boca em sua extremidade anterior.

## Habitat e Ocorrência
O sipunculos são animais marinhos e bentônicos, sendo encontrados numa ampla variedade de latitudes, habitando principalmente em águas rasas e regiões entremaré, embora haja registros de animais em até 7000 metros de profundidade. São frequentemente encontrados enterrados em sedimentos como areia e lama, e alguns podem perfurar substratos mais duros, como rochas e corais, ou até viver em estruturas de origem antrópica.  Há, ainda, uma espécie, Phascolosoma saprophagicum, que foi registrada habitando ossos de baleia. Os Sipuncula apresentam baixa tolerância a pequenos níveis de salinidade, sendo raramente encontrados em estuários e foz de rios.

## Anatomia
Os Sipuncula são geralmente animais de pequeno porte, raramente ultrapassando 10 cm de comprimento. Sua estrutura corporal consiste basicamente de uma região anterior retrátil e menor calibre, denominada de introverte, e um tronco posterior bulboso. Embora o tamanho proporcional entre as duas regiões corporais possa variar muito nas diferentes espécies, em todas elas a introverte é capaz de se retrair completamente para dentro do tronco, através da ação de um ou dois pares de músculos retratores. Esta ação é comum, quando o animal se sente ameaçado, e o faz ter uma aparência similar à de um amendoim, de onde vem o nome popular dos sipunculos: vermes amendoim. Na extremidade anterior da introverte do animal há a boca, a qual é circundada por numerosos tentáculos ocos, que apresentam função alimentar e respiratória. Ademais, frequentemente a boca ainda apresenta ganchos de estrutura proteica, os quais devem apresentar função de raspagem de alimentos e ancoragem do animal ao substrato.

### Parede do Corpo
A parede corporal de Sipuncula é formada por uma cutícula externa, epiderme, derme, camada muscular (melhor abordado no tópico seguinte) e peritônio. A cutícula é uma camada extracelular elástica, que recobre o corpo dos 
sipunculos, podendo apresentar ornamentações como espinhos e pequenas placas. Na região anterior da introverte, a cutícula é bem menos espessa do que no restante do corpo. A natureza química da cutícula ainda não é totalmente elucidada, embora se saiba que não há quitina. Em animais de algumas espécies, a composição química da cutícula é relativamente homogênea, apresentando componentes como ácido hialurônico e  uma proteína semelhante ao colágeno. Por outro lado, em membros de alguma espécies como Sipunculus robustus, a composição química da cutícula é variada ao longo das diferentes regiões do corpo. Em todos os casos atribui-se à cutícula a função de ser o suporte estrutural para a contratibilidade/extensibilidade do animal, o que é de extrema importância para a sua locomoção. Além disso, a cutícula age como uma barreira, o permitindo que os sipunculos consigam manter um certo controle osmótico, assim como o transporte de gases no interior do corpo.

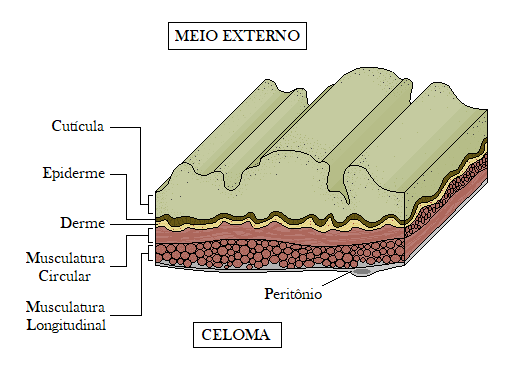
Corte da parede do corpo de um Sipuncula. Desenho de Luca Paulino.

A epiderme de Sipuncula é composta por uma camada única de células cúbicas, que frequentemente apresentam especializações da membrana plasmática, como microvilosidades e interdigitações. Além disso, a epiderme forma os chamados órgãos epidérmicos, os quais apresentam componentes glandulares e sensoriais. Em exemplares dos gêneros Aspidosiphon , Lithacrosiphon e Cloeosiphon, a epiderme ainda apresenta estruturas denominadas escudos anais (próximo ao ânus) e caudais (na extremidade posterior do corpo), que consistem em placas utilizadas para perfurar rochas. Sob a epiderme, está uma camada denominada derme, que apresenta uma variedade relativamente grande de células, como granulócitos e células pigmentares, embebidas numa matriz extracelular abundante e fibras colágenas. Mais internamente à derme, estão as camadas musculares e, por fim, o peritônio. Esta é a camada mais interna da parede corporal e delimita uma cavidade cheia de líquido, denominada celoma. No peritônio, estão espalhadas algumas células cloragógenas, as quais apresentam funções como desintoxicação do organismo e distribuição de gorduras.

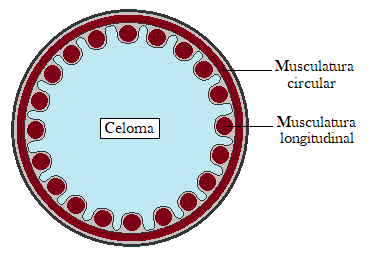
Esquema de um corte transversal do corpo de um Sipuncula, onde é possível observar as diferentes camadas musculares da parede corporal. Desenho de Luca Paulino.

### Locomoção e Musculatura
A parede do corpo dos Sipuncula apresenta duas camadas de musculatura: uma mais externa, de músculos circulares, e outra mais interna, de músculos longitudinais. Essa parede circunda uma cavidade preenchida por fluido, denominada de celoma, que é revestido por tecido de origem mesodérmica (peritônio). O celoma é o local de atuação da musculatura, servindo como um esqueleto hidrostático, para os movimentos desses animais.  
Outro tipo de musculatura é a responsável pela retração da introverte. Um ou dois pares de músculos retratores da introverte, os quais estão no interior do celoma e conectam a região mais anterior da introverte com a superfície celômica da parede do corpo (onde se fundem com a camada muscular longitudinal). A distensão e contração desses músculos retratores permite a protrusão e a retração da introverte, utilizado na movimentação dos animais com o hábito de vida escavador. A contração da musculatura circular exerce uma alta pressão sobre o fluido celômico, diminuindo o diâmetro do corpo do animal e provocando exteriorização da introverte. Já a retração da introverte ocorre devido à ação dos músculos retratores da introverte.
A movimentação dos indivíduos do grupo Sipuncula é variada, podendo ocorrer por por meio da escavação, locomoção pelo substrato ou natação. O movimento em um substrato e a escavação se baseiam em basicamente quatro etapas: inicialmente, o animal ancora seu corpo no meio; a introverte, por ação da musculatura da parede do corpo, é estendida na direção do movimento (penetrando no sedimento, no caso de animais escavadores); por meio de dilatação, ganchos ou tentáculos, a introverte é ancorada no substrato; a contração da musculatura da introverte com esta ancorada no substrato, leva o corpo para a frente, ou o faz penetrar no sedimento.  Já a natação se dá por flexões do corpo, como batidas, através da produção de pressões celômicas. Durante a natação, todos os músculos circulares permanecem contraídos, enquanto os músculos longitudinais das porções dorsal e ventral contraem e relaxam alternadamente. Outro tipo de movimento é denominado “movimento defensivo”, no qual altas pressões no celoma resultam na aproximação rápida das extremidades anterior e posterior do corpo desses animais. Normalmente, a essa reação de defesa não consiste em movimentos ativos, mas em um estado de imobilidade acompanhado de um alto turgor e redução da superfície corporal. Nela, os músculos longitudinais estão contraídos ao máximo.

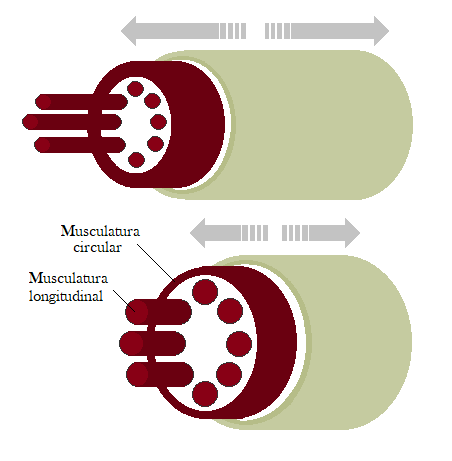
Ação antagônica das musculaturas circular e longitudinal. O músculo da introverte não está representado.Em cima, está representada a situação em que os músculos circulares estão contraídos e os músculos longitudinais estão relaxados, o que resulta em um aumento do comprimento do corpo do animal e na redução de seu diâmetro. A situação oposto é ilustrada embaixo, quando os músculos circulares estão relaxados e os músculos longitudinais se contraem, provocando a diminuição do comprimento corporal e aumento do diâmetro. Desenho de Luca Paulino.

## Fisiologia

### Nutrição e Sistema Digestivo
O sistema digestivo dos Sipuncula é acondicionado no interior do tronco e pode ser de duas a sete vezes maior do que o tamanho corporal do animal.  O trato digestivo é dividido basicamente em esôfago e intestino. Em muitas espécies, o início do esôfago é fortemente muscular, sendo denominado faringe. Além disso, a porção terminal do esôfago pode conter dobras longitudinais, sendo denominada estômago. Na região inicial do esôfago, ocorre a ligação com os músculos retratores da introverte que, em conjunto, formam a chamada bainha. No entanto, a maior parte do esôfago é ligada, por meio do mesentério, aos chamados músculos afastadores. Nos Sipuncula, o intestino geralmente é formado pelos braços ascendente e descendente, formando uma dupla hélice, que se abre num ânus dorsal, na região posterior da introverte, ou anterior do tronco. O intestino apresenta ligação com um forte músculo fuso.
Ainda que haja uma espécie predadora (Thysanocardia procera), a maioria dos sipunculos é suspensívora, utilizando seus tentáculos altamente desenvolvidos para a captura de partículas de alimento. Além disso, membros de algumas espécies utilizam os tentáculos para escavação, ou até para se alimentar de sedimentos. Estes tentáculos, em sua região oral (voltada a boca), possuem células colunares que, comumente, apresentam diversas especializações da membrana, tais como cílios, microvilosidades e zônulas de adesão, além de apresentarem células produtoras de muco. Por outro lado, a região aboral (oposta a boca) apresenta células cuboidais sem cílios, exceto alguns tufos, de função sensorial. Além disso, a região aboral somente possui células mucosas, na transição com a região oral.
O epitélio que recobre o trato digestivo é cilíndrico. No ramo ascendente do intestino e no esôfago há células com grande concentração de cílios e microvilosidades, sendo estas últimas responsáveis por aumentar a superfície de absorção, indicando que essas porções do sistema digestivo devem apresentar função absortiva bastante proeminente. Por outro lado, a porção descendente possui maior concentração de células secretoras, o que sugere que esta seja a região de maior liberação de enzimas e, portanto, da digestão propriamente dita do alimento.

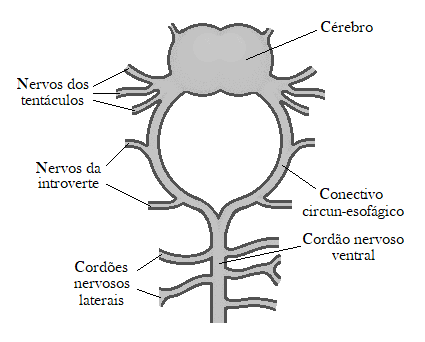
Esquema da porção anterior do sistema nervoso de Sipuncula.Desenho de Luca Paulino. Baseado e adaptado de Fauna of Australia, volume 4A: Polhychaetes and Allies, de Stanley J. Edmonds.

### Sistema Nervoso e Órgãos Sensoriais
O sistema nervoso central dos sipunculos é formado por um gânglio supraesofágico bilobado (“cérebro”), por conectivos circum-esofágicos e por um cordão nervoso ventral que percorre todo o corpo longitudinalmente. Deste último, partem cordões nervosos laterais, que inervam o restante do corpo do animal e podem estar organizados de diferentes formas, nos diversos grupos de Sipuncula. Além disso, em algumas espécies, como o Sipunculus nudus, o cordão nervoso ventral termina num gânglio posterior, que é associado a uma estrutura de função secretória.
A maioria dos órgão sensoriais de Sipuncula ocorre na região anterior do corpo. Ocelos estão presentes e apresentam dois tipos celulares distintos, denominados de células de suporte e células fotorreceptoras. Além disso, estes animais podem apresentar quimiorreceptores, como o órgão nucal, com suas células ciliadas, e o órgão cerebral não ciliado, que apresenta neurônios bipolares (sensoriais). Por fim, ainda estão presentes inúmeras terminações nervosas, especialmente nos tentáculos, que atuam na mecanorrecepção, e órgão epidérmicos que, como já dito , também apresentam função sensorial.

### Respiração e Circulação
Nos Sipuncula, as funções de respiração (trocas gasosas) e circulação (transporte de fluidos) são realizadas através dos compartimentos celômicos, presentes no interior desses animais: um maior, que consiste na cavidade celômica do tronco, que atua como um esqueleto hidrostático, e um menor, o chamado sistema tentacular, ou da introverte, formado por canais internos ao anel de tentáculos e estruturassaculiformes, estendendo-se do esôfago até terminar em fundo cego.
Diferentes tipos celulares são observados no interior da cavidade celômica, denominadas células celômicas ou celomócitos. foram reconhecidas cinco categorias distintas de celomócitos: hemócitos (hemeritrócitos), granulócitos, células grandes multinucleadas, urnas ciliadas e células imaturas.  Esses elementos, no interior do celoma, são movimentados pela contração do corpo e da introverte, ou pela ação de células ciliadas, na parede peritonial.
Os hemeritrócitos apresentam poucas organelas e são portadores da hemeritrina, um pigmento respiratório, cujo átomo de ferro não está ligado a uma porfirina, como é observado nos grupos heme em outros pigmentos, por exemplo, a hemoglobina, mas sim diretamente a uma molécula proteica. Além disso, as moléculas de hemeritrina apresentam subunidades, podendo variar no número destas, nas diferentes espécies do grupo. Estas células podem apresentar um formato biconvexo, circular ou elíptico. Os hemeritrócitos são responsáveis pelo transporte de oxigênio no celoma. As hemeritrinas presentes na cavidade celômica principal e no sistema tentacular se combinam reversivelmente com o oxigênio e possuem diferentes afinidades por esta molécula: a hemeritrina celômica pode ter maior afinidade pelo oxigênio do que a tentacular, no caso de exemplares da espécie Themiste com hábito escavador, ou menor, em Siphonosoma ingens, que vivem sob rochas. Dessa forma, pode-se notar que as características moleculares da hemeritrina, estrutura do corpo, habitat e comportamento estão relacionadas à transferência de oxigênio. Uma vez que muitos Sipuncula vivem em locais com baixas de oxigênio (areia, lama, conchas, etc.), o oxigênio combinado à hemeritrina é utilizado em situações muito desfavoráveis, sendo liberando em pressões parciais desse gás muito baixas.
As células imaturas, também denominados hemeritoblástos ou células-tronco, são, provavelmente, provenientes da proliferação de células peritoneais que revestem o celoma e estão, geralmente, em divisão celular (mitose).
Os granulócitos são um tipo de célula que pode se apresentar em diferentes estágios de diferenciação e podem ser denominados como amebócitos, leucócitos e, até mesmo, leucócitos hialinos. Eles são caracterizados, na maioria dos casos, pela presença de grânulos citoplasmaticos, formato arredondado ou oval e por apresentarem pseudópodes.  Estágios intermediários desse tipo celular podem não apresentar grânulos citoplasmáticos (hialócitos). Os granulócitos possuem um importante papel de defesa celular, principalmente por meio de uma atividade fagocítica e de encapsulamento de materiais estranhos. Várias respostas imunológicas já foram observadas nesse grupo de animais. Além disso, outras funções são atribuídas a esse tipo celular, como remoção de resíduos, que serão excretados, e regeneração da musculatura da parede corporal (Storch & Moritz, 1970).
As células grandes multinucleadas correspondem, no geral, a um conjunto de células em torno de uma vesícula, um grande vacúolo, ligado à membrana, que são denominadas “vesículas enigmáticas”. Também são observados “pares de células”, que consistem em um granulócito (interno), rodeado por uma borda de citoplasma, da célula externa. A função desses tipos celulares não é bem estabelecida.
As urnas ciliadas, por sua vez, são estruturas que apresentam, em sua porção mais basal, células especializadas (células vesiculares) em fagocitar certos tipos de substâncias diferencialmente, e células ciliadas em sua porção mais apical, que são capazes de captar e aprisionar partículas estranhas e detritos celulares, na cavidade celômica. Além disso, ainda existem células secretoras, denominadas células R. Existem dois tipos de urnas, as fixas, que permanecem ligadas ao peritônio da parede da cavidade celômica, e as livres, que nadam no fluido celômico. Ambas são complexos que possuem os mesmos componentes celulares, uma grande célula vesicular ligada a uma célula ciliada, que também impulsionam as urnas livres, e sistemas que secretam muco, para retenção de restos celulares, partículas estranhas, bactérias e outras substâncias.
O sistema tentacular é um segundo compartimento celômico e desempenha uma função semelhante à de um sistema vascular hemal. Esse sistema é revestido por um tecido peritoneal e é constituído, na maioria das vezes, por três canais (dois orais menores e um aboral maior) no interior dos tentáculos, ligados a um vaso anelar, que está em volta do esôfago. Desse anel esofágico, partem estruturas saculiformes (tubulares), denominados vasos contráteis (outros termos também são utilizados), que se projetam para a região posterior da cavidade do corpo, se estendendo pela porção dorsal do esôfago, onde se conectam a ele, terminando em fundo cego. Nos canais tentaculares, a direção do fluxo é anterior, no anel esofágico, para os canais orais, e posterior no canal aboral, para o anel esofágico.
As trocas gasosas nos Sipuncula ocorrem nos tentáculos e através da parede do corpo. A maior importância da superfície dos tentáculos, ou da superfície corporal, como estruturas respiratórias, varia de espécie para espécie. No caso de indivíduos da espécie Themiste hennahi, em uma dada pressão parcial, a hemeritrina celômica apresenta uma maior capacidade de captação de oxigênio, quando comparada à do sistema tentacular, e, dessa forma, o oxigênio captado pela superfície dos tentáculos é transferido para a cavidade celômica principal. Isso torna essa superfície dos tentáculos como o local respiratório mais importante. Em contrapartida, em membros da espécie Siphonosoma ingens, o oxigênio atravessa regiões mais finas da parede do corpo, é captado pela hemeritrina celômica e transferido para o sistema tentacular, uma vez que a hemeritrina presente neste último possui uma maior afinidade pelo gás a uma dada pressão parcial. Assim, a superfície da parede do corpo se torna o principal local respiratório. Essas diferenças se devem à adaptação desses animais a seus hábitos de vida. Além disso, alguns Sipuncula são capazes de sobreviver a condições de hipóxia, por meio do metabolismo anaeróbico .

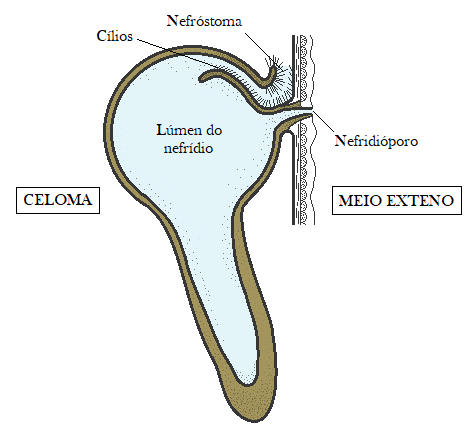
Seção longitudinal do nefrídio de Sipuncula. Desenho de Luca Paulino. Baseado e adaptado de Fauna of Australia, volume 4A: Polhychaetes and Allies, de Stanley J. Edmonds.

### Excreção
Os Sipuncula realizam sua excreção por meio de metanefrídios, estruturas que ocorrem aos pares, e estão também relacionadas com a captação e armazenamento de gametas, servindo como gonodutos. Os metanefrídios se localizam na região ventral do celoma, na altura do ânus. Estas estruturas são caracterizadas como sacos alongados, com duas aberturas na porção anterior: o nefridióporo, que se abre para o exterior do animal, e o nefróstoma, que se abre para a cavidade celômica. O nefróstoma é um funil ciliado internamente, que está fixado de um lado à parede celômica e se conecta ao nefridióporo, anexado à parede do corpo, através de um tubo nefridial.
O metanefrídio fica suspenso, parcialmente livre, no líquido celômico, sendo capaz de sofrer grande distensão (porção anterior às vezes denominada bexiga). A parede deste órgão excretor apresenta basicamente três camadas: tecido epitelial simples e interno, que, dependendo da espécie, pode ser colunar (prismático) ou cúbico, camada intermediária de tecido conjuntivo (conectivo) e muscular, com musculatura circular e longitudinal, e um epitélio externo,apenas um fino revestimento peritoneal.
O epitélio interno apresenta especializações nas regiões apical e basal, apresentando cílios e microvilosidades, além de extensas dobras. Estas especializações são de grande importância, para o processo de reabsorção e produção da urina final.
O epitélio peritoneal do metanefrídio apresenta podócitos, os quais são responsáveis pela ultrafiltração do fluido celômico e formação da urina primária. Esse processo ocorre por meio da diminuição da pressão, através da contração da musculatura do nefrídio, e pelo batimento dos cílios no ducto. Nesse caso, esse tipo de ultrafiltração caracteriza um sistema protonefridial de excreção , no qual o fluido extracelular presente no celoma atravessa as interdigitações dos podócitos formando a urina primária. A ultrafiltração pode ocorrer por meio do epitélio peritoneal externo do vaso contrátil, que também é munido de células semelhantes aos podócitos. O aumento na pressão hidrostático no interior do vaso contrátil, força o fluido a atravessar a parede do vaso para dentro do celoma, formando a urina primária. Esta é transportada para o interior do nefrídio, por meio da abertura do nefróstoma, onde há reabsorção e secreção de outras substância, resultando na urina final, que será eliminada pelo nefridióporo. Nesse outro caso, esse tipo de ultrafiltração caracteriza um sistema metanefridial funcional ,onde a ultrafiltração ocorre no sistema hemal. O produto nitrogenado da excreta dos Sipuncula é a amônia, rapidamente formada, pela decomposição do ácido úrico.
Células especializadas, originadas de complexos celulares do epitélio da parede do celoma, denominadas de células urna, que podem ser fixas ou livre natantes, são responsáveis pela remoção de detritos celulares, partículas estranhas e bactérias invasoras. Estas secretam um trilha de muco, que imobiliza e isola corpos estranhos no interior da cavidade celômica, formando uma massa de resíduos (“corpos marrons”, aglomerados de células mortas e materiais estranhos), a qual será encaminhada aos nefrídios, para excreção. Granulócitos também podem transportar ao nefrídio, para eliminação,corpos residuais e material estranho, fagocitado do celoma.

### Osmorregulação
Os Sipuncula apresentam a parede do corpo permeável à água, podendo, em situações de estresse osmótico, ganhar (meio hipotônico) ou perder (meio hipertônico) peso, de acordo com o volume de água corporal. Esses animais são osmoconformadores, ao apresentar o fluido celômico com uma pressão osmótica próxima daquela observada no meio externo (fluido interno isotônico em relação ao externo). Porém, essa capacidade de regular o volume do corpo, de acordo com as variações de salinidade, é limitada. A capacidade de se comportarem como osmoconformadores é uma vantagem para as espécies que habitam ambientes sujeitos a estresse osmótico, como fortes chuvas, tempestades tropicais e inundações.

### Reprodução
A reprodução assexuada em Sipuncula é bastante rara, ainda que possa acontecer, como brotamento ou arquitomia (fissão transversal seguida de regeneração). Além disso, em exemplares de uma espécie, Themiste lageniformis, foi reportada a ocorrência de partenogênese. Com isso, nesta espécie em particular, há uma proporção muito maior de fêmeas do que de machos.
Praticamente todos os Sipuncula são dióicos, ainda que não haja dimorfismo sexual externo, e sua reprodução sexuada ocorre através de uma fertilização externa. As gônadas destes animais estão localizadas próximo aos músculos retratores da introverte ventrais e são o local onde ocorre o início da formação dos gametas, tanto nos machos, como nas fêmeas. No entanto, o final da gametogênese destes animais ocorre no celoma.

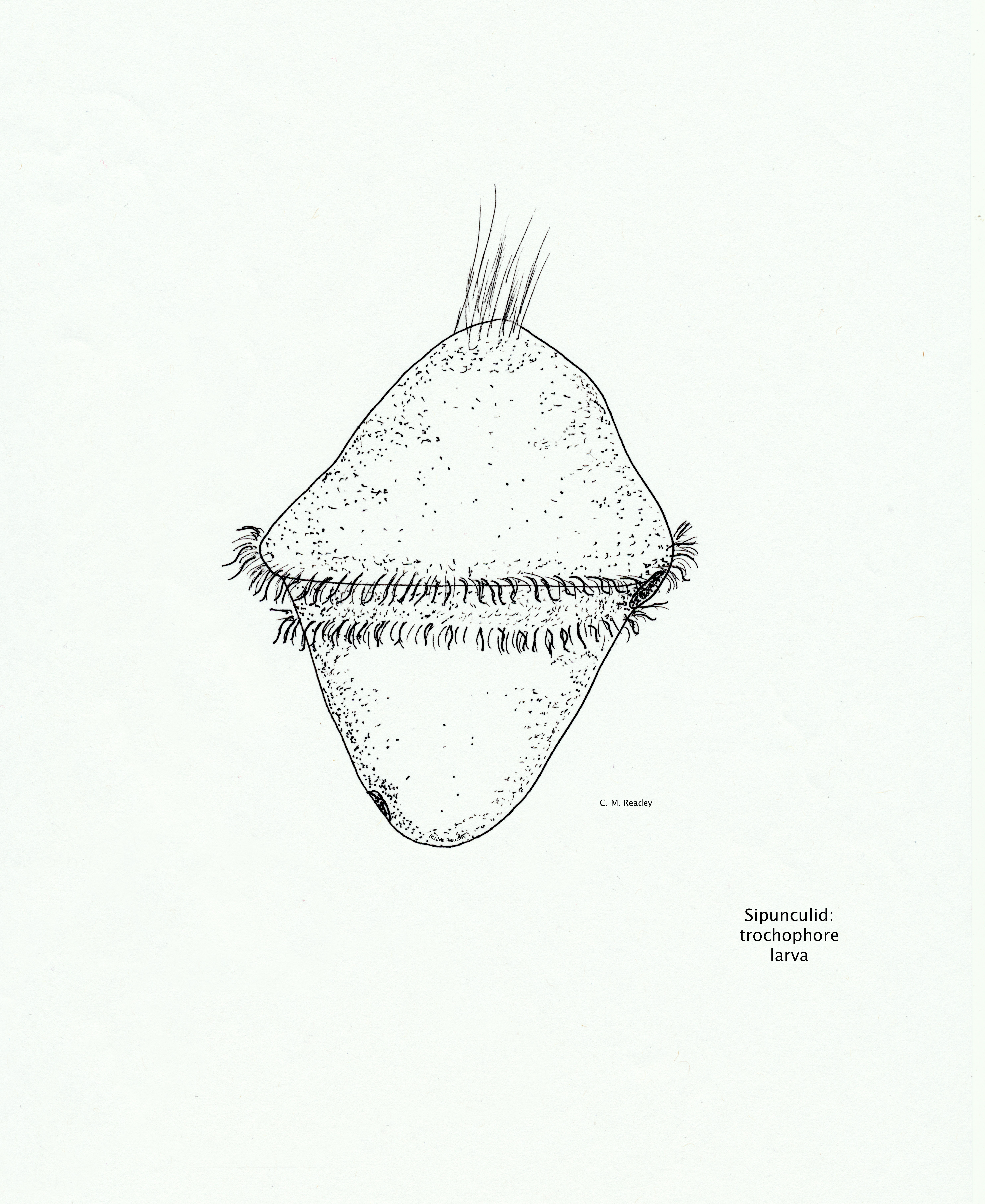
Esquema da larva trocófora típica de um Sipunculídeo. Autor: M. Readey.

## Desenvolvimento
Sipuncula pertence ao clado Spiralia, notável por apresentar uma clivagem holoblástica espiral, tipo de clivagem que ocorre em ângulos oblíquos, resultando na disposição “espiral” dos blastômeros resultantes. Além disso, a clivagem espiral é do tipo desigual, resultando na formação de dois pólos (animal e vegetal), com blastômeros de tamanhos diferentes.
foram verificados 4 padrões de desenvolvimento embrionário em sipúncula
1. Desenvolvimento direto lecitotrófico, sem fase larval pelágica , como observado em exemplares de Nephassoma minutum [15]; Phascolion cryptus[16]; Themiste pyroides[17]
2. Desenvolvimento indireto, com uma fase larval (trocófora lecitotrófica), como observado em indivíduos de  Phascolion strombus[18]
3. Desenvolvimento indireto, com duas fases larvais (trocófora lecitotrófica e pelagosfera lecitotrófica), como ocorre em representantes de Golfingia elongata[18]
4. Desenvolvimento indireto, com duas fases larvais (trocófora lecitotrófica e pelagosfera planctotrófica de longa duração (1~7 meses)), como observado em membros de Aspidosiphon parvulus[19]; Aspidosiphon fisheri[16]

## Taxonomia e Filogenia
Historicamente, a classificação do grupo dos sipunculos foi muito inconstante, passando por diversos nomes e classificações taxonômicas. O nome foi originalmente cunhado por Linnaeus em 1767, no original Systema Naturae, como o gênero da espécie Sipunculus nudus, incluída no grupo dos Vermes Intestina. Várias alterações foram feitas depois disso, tanto em relação ao nome quanto ao nível hierárquico do grupo. Em 1814, Quatrefages cunhou o táxon Gephyrea, que, além de Sipuncula, ainda incluía Echiura e Priapulida. Finalmente, em 1972, Stephen e Edmonds descreveram o filo Sipuncula.
Sabe-se que o grupo faz parte do clado dos Trochozoa (invertebrados que possuem larva trocófora) juntamente aos moluscos, anelídeos e nemertíneos. No entanto, a posição exata de Sipuncula neste clado ainda é incerta, apesar de estudos moleculares mais recentes indicarem que Sipuncula seja, na verdade, um subgrupo de Annelida, mesmo não possuindo características morfológicas notáveis do grupo, como presença de cerdas e metameria. Além de dados moleculares, a presença de uma segmentação neural rudimentar na fase larval dos sipunculos também fortalece a ideia de sua proximidade filogenetica com os Annelida.
Quanto à filogenia interna de Sipuncula, o grupo é tradicionalmente dividido em duas grandes classes e subsequentemente dividido em 4 ordens e 6 famílias (Cutler & Gibbs 1985; Gibbs & Cutler 1987). Contudo, uma filogenia mais recente e baseada em dados moleculares e morfológicos constrói uma filogenia diferente (Kawauchi et.al, 2012), dividindo Sipuncula em 1 única ordem com 6 famílias: Sipunculidae, Siphonosomatidae, Golphingiidae, Antilesomatidae, Aspidosiphonidae e Phascolosomatidae.

|  | \| \| Lithacrosiphon \| \| \| \| \| \| Aspidosiphon \| \| \| \| |
|  |                                                                 |
|  | 0Cloeosiphon                                                    |
|  |                                                                 |
|  | Lithacrosiphon                                                  |
|  |                                                                 |
|  | Aspidosiphon                                                    |
|  |                                                                 |

|  | Lithacrosiphon |
|  |                |
|  | Aspidosiphon   |
|  |                |

|  | \| \| Antillesoma \| \| \| \| \| \| Phascolosoma \| \| \| \| |
|  |                                                              |
|  | Apionsoma                                                    |
|  |                                                              |
|  | Antillesoma                                                  |
|  |                                                              |
|  | Phascolosoma                                                 |
|  |                                                              |

|  | Antillesoma  |
|  |              |
|  | Phascolosoma |
|  |              |

|  | \| \| Lithacrosiphon \| \| \| \| \| \| Aspidosiphon \| \| \| \| |
|  |                                                                 |
|  | 0Cloeosiphon                                                    |
|  |                                                                 |
|  | Lithacrosiphon                                                  |
|  |                                                                 |
|  | Aspidosiphon                                                    |
|  |                                                                 |

|  | Lithacrosiphon |
|  |                |
|  | Aspidosiphon   |
|  |                |

|  | \| \| Antillesoma \| \| \| \| \| \| Phascolosoma \| \| \| \| |
|  |                                                              |
|  | Apionsoma                                                    |
|  |                                                              |
|  | Antillesoma                                                  |
|  |                                                              |
|  | Phascolosoma                                                 |
|  |                                                              |

|  | Antillesoma  |
|  |              |
|  | Phascolosoma |
|  |              |

|  | Golfingia                                                   |
|  |                                                             |
|  | \| \| Nephasoma \| \| \| \| \| \| Thysanocardia \| \| \| \| |
|  |                                                             |
|  | Nephasoma                                                   |
|  |                                                             |
|  | Thysanocardia                                               |
|  |                                                             |

|  | Nephasoma     |
|  |               |
|  | Thysanocardia |
|  |               |

| Phascolionidae | \| \| Phascolion \| \| \| \| \| \| Onchnesoma \| \| \| \| |
|                | \| \| Phascolion \| \| \| \| \| \| Onchnesoma \| \| \| \| |
| Themistidae    | Themiste                                                  |
|                | Themiste                                                  |
|                | Phascolion                                                |
|                |                                                           |
|                | Onchnesoma                                                |
|                |                                                           |

|  | Phascolion |
|  |            |
|  | Onchnesoma |
|  |            |

|  | Golfingia                                                   |
|  |                                                             |
|  | \| \| Nephasoma \| \| \| \| \| \| Thysanocardia \| \| \| \| |
|  |                                                             |
|  | Nephasoma                                                   |
|  |                                                             |
|  | Thysanocardia                                               |
|  |                                                             |

|  | Nephasoma     |
|  |               |
|  | Thysanocardia |
|  |               |

| Phascolionidae | \| \| Phascolion \| \| \| \| \| \| Onchnesoma \| \| \| \| |
|                | \| \| Phascolion \| \| \| \| \| \| Onchnesoma \| \| \| \| |
| Themistidae    | Themiste                                                  |
|                | Themiste                                                  |
|                | Phascolion                                                |
|                |                                                           |
|                | Onchnesoma                                                |
|                |                                                           |

|  | Phascolion |
|  |            |
|  | Onchnesoma |
|  |            |

|  | Siphonomecus |
|  |              |
|  | Siphonosoma  |
|  |              |

|  | Sipunculus |
|  |            |
|  | Xenosiphon |
|  |            |

|  | Siphonomecus |
|  |              |
|  | Siphonosoma  |
|  |              |

|  | Sipunculus |
|  |            |
|  | Xenosiphon |
|  |            |

|  | Siphonomecus |
|  |              |
|  | Siphonosoma  |
|  |              |

|  | Sipunculus |
|  |            |
|  | Xenosiphon |
|  |            |

|  | Siphonomecus |
|  |              |
|  | Siphonosoma  |
|  |              |

|  | Sipunculus |
|  |            |
|  | Xenosiphon |
|  |            |

|  | Golfingia                                                   |
|  |                                                             |
|  | \| \| Nephasoma \| \| \| \| \| \| Thysanocardia \| \| \| \| |
|  |                                                             |
|  | Nephasoma                                                   |
|  |                                                             |
|  | Thysanocardia                                               |
|  |                                                             |

|  | Nephasoma     |
|  |               |
|  | Thysanocardia |
|  |               |

| Phascolionidae | \| \| Phascolion \| \| \| \| \| \| Onchnesoma \| \| \| \| |
|                | \| \| Phascolion \| \| \| \| \| \| Onchnesoma \| \| \| \| |
| Themistidae    | Themiste                                                  |
|                | Themiste                                                  |
|                | Phascolion                                                |
|                |                                                           |
|                | Onchnesoma                                                |
|                |                                                           |

|  | Phascolion |
|  |            |
|  | Onchnesoma |
|  |            |

|  | Golfingia                                                   |
|  |                                                             |
|  | \| \| Nephasoma \| \| \| \| \| \| Thysanocardia \| \| \| \| |
|  |                                                             |
|  | Nephasoma                                                   |
|  |                                                             |
|  | Thysanocardia                                               |
|  |                                                             |

|  | Nephasoma     |
|  |               |
|  | Thysanocardia |
|  |               |

| Phascolionidae | \| \| Phascolion \| \| \| \| \| \| Onchnesoma \| \| \| \| |
|                | \| \| Phascolion \| \| \| \| \| \| Onchnesoma \| \| \| \| |
| Themistidae    | Themiste                                                  |
|                | Themiste                                                  |
|                | Phascolion                                                |
|                |                                                           |
|                | Onchnesoma                                                |
|                |                                                           |

|  | Phascolion |
|  |            |
|  | Onchnesoma |
|  |            |

|  | Siphonomecus |
|  |              |
|  | Siphonosoma  |
|  |              |

|  | Sipunculus |
|  |            |
|  | Xenosiphon |
|  |            |

|  | Siphonomecus |
|  |              |
|  | Siphonosoma  |
|  |              |

|  | Sipunculus |
|  |            |
|  | Xenosiphon |
|  |            |

|  | Siphonomecus |
|  |              |
|  | Siphonosoma  |
|  |              |

|  | Sipunculus |
|  |            |
|  | Xenosiphon |
|  |            |

|  | Siphonomecus |
|  |              |
|  | Siphonosoma  |
|  |              |

|  | Sipunculus |
|  |            |
|  | Xenosiphon |
|  |            |

Filogenia segundo Cuttler & Gibbs 1987

|  | Sipunculus |
|  |            |
|  | Xenosiphon |
|  |            |

|  | Phascolion                                                 |
|  |                                                            |
|  | Onchnesoma                                                 |
|  |                                                            |
|  | Golfingia                                                  |
|  |                                                            |
|  | Nephasoma                                                  |
|  |                                                            |
|  | Phascolopsis                                               |
|  |                                                            |
|  | \| \| Themiste \| \| \| \| \| \| Thysanocardia \| \| \| \| |
|  |                                                            |
|  | Themiste                                                   |
|  |                                                            |
|  | Thysanocardia                                              |
|  |                                                            |

|  | Themiste      |
|  |               |
|  | Thysanocardia |
|  |               |

|  | Siphonosoma  |
|  |              |
|  | Siphonomecus |
|  |              |

|              | Apionsoma                                                    |
|              |                                                              |
|              | Phascolosoma                                                 |
|              |                                                              |
| Aspidosiphon | \| \| Aspidosiphon \| \| \| \| \| \| Cloeosiphon \| \| \| \| |
|              | \| \| Aspidosiphon \| \| \| \| \| \| Cloeosiphon \| \| \| \| |
|              | Aspidosiphon                                                 |
|              |                                                              |
|              | Cloeosiphon                                                  |
|              |                                                              |

|  | Aspidosiphon |
|  |              |
|  | Cloeosiphon  |
|  |              |

|              | Apionsoma                                                    |
|              |                                                              |
|              | Phascolosoma                                                 |
|              |                                                              |
| Aspidosiphon | \| \| Aspidosiphon \| \| \| \| \| \| Cloeosiphon \| \| \| \| |
|              | \| \| Aspidosiphon \| \| \| \| \| \| Cloeosiphon \| \| \| \| |
|              | Aspidosiphon                                                 |
|              |                                                              |
|              | Cloeosiphon                                                  |
|              |                                                              |

|  | Aspidosiphon |
|  |              |
|  | Cloeosiphon  |
|  |              |

|  | Siphonosoma  |
|  |              |
|  | Siphonomecus |
|  |              |

|              | Apionsoma                                                    |
|              |                                                              |
|              | Phascolosoma                                                 |
|              |                                                              |
| Aspidosiphon | \| \| Aspidosiphon \| \| \| \| \| \| Cloeosiphon \| \| \| \| |
|              | \| \| Aspidosiphon \| \| \| \| \| \| Cloeosiphon \| \| \| \| |
|              | Aspidosiphon                                                 |
|              |                                                              |
|              | Cloeosiphon                                                  |
|              |                                                              |

|  | Aspidosiphon |
|  |              |
|  | Cloeosiphon  |
|  |              |

|              | Apionsoma                                                    |
|              |                                                              |
|              | Phascolosoma                                                 |
|              |                                                              |
| Aspidosiphon | \| \| Aspidosiphon \| \| \| \| \| \| Cloeosiphon \| \| \| \| |
|              | \| \| Aspidosiphon \| \| \| \| \| \| Cloeosiphon \| \| \| \| |
|              | Aspidosiphon                                                 |
|              |                                                              |
|              | Cloeosiphon                                                  |
|              |                                                              |

|  | Aspidosiphon |
|  |              |
|  | Cloeosiphon  |
|  |              |

|  | Phascolion                                                 |
|  |                                                            |
|  | Onchnesoma                                                 |
|  |                                                            |
|  | Golfingia                                                  |
|  |                                                            |
|  | Nephasoma                                                  |
|  |                                                            |
|  | Phascolopsis                                               |
|  |                                                            |
|  | \| \| Themiste \| \| \| \| \| \| Thysanocardia \| \| \| \| |
|  |                                                            |
|  | Themiste                                                   |
|  |                                                            |
|  | Thysanocardia                                              |
|  |                                                            |

|  | Themiste      |
|  |               |
|  | Thysanocardia |
|  |               |

|  | Siphonosoma  |
|  |              |
|  | Siphonomecus |
|  |              |

|              | Apionsoma                                                    |
|              |                                                              |
|              | Phascolosoma                                                 |
|              |                                                              |
| Aspidosiphon | \| \| Aspidosiphon \| \| \| \| \| \| Cloeosiphon \| \| \| \| |
|              | \| \| Aspidosiphon \| \| \| \| \| \| Cloeosiphon \| \| \| \| |
|              | Aspidosiphon                                                 |
|              |                                                              |
|              | Cloeosiphon                                                  |
|              |                                                              |

|  | Aspidosiphon |
|  |              |
|  | Cloeosiphon  |
|  |              |

|              | Apionsoma                                                    |
|              |                                                              |
|              | Phascolosoma                                                 |
|              |                                                              |
| Aspidosiphon | \| \| Aspidosiphon \| \| \| \| \| \| Cloeosiphon \| \| \| \| |
|              | \| \| Aspidosiphon \| \| \| \| \| \| Cloeosiphon \| \| \| \| |
|              | Aspidosiphon                                                 |
|              |                                                              |
|              | Cloeosiphon                                                  |
|              |                                                              |

|  | Aspidosiphon |
|  |              |
|  | Cloeosiphon  |
|  |              |

|  | Siphonosoma  |
|  |              |
|  | Siphonomecus |
|  |              |

|              | Apionsoma                                                    |
|              |                                                              |
|              | Phascolosoma                                                 |
|              |                                                              |
| Aspidosiphon | \| \| Aspidosiphon \| \| \| \| \| \| Cloeosiphon \| \| \| \| |
|              | \| \| Aspidosiphon \| \| \| \| \| \| Cloeosiphon \| \| \| \| |
|              | Aspidosiphon                                                 |
|              |                                                              |
|              | Cloeosiphon                                                  |
|              |                                                              |

|  | Aspidosiphon |
|  |              |
|  | Cloeosiphon  |
|  |              |

|              | Apionsoma                                                    |
|              |                                                              |
|              | Phascolosoma                                                 |
|              |                                                              |
| Aspidosiphon | \| \| Aspidosiphon \| \| \| \| \| \| Cloeosiphon \| \| \| \| |
|              | \| \| Aspidosiphon \| \| \| \| \| \| Cloeosiphon \| \| \| \| |
|              | Aspidosiphon                                                 |
|              |                                                              |
|              | Cloeosiphon                                                  |
|              |                                                              |

|  | Aspidosiphon |
|  |              |
|  | Cloeosiphon  |
|  |              |

Filogenia segundo Kawauchi et. al. 2012

## Diversidade
Com a atual falta de pesquisa e conhecimento sobre os sipunculos, o grupo é especialmente suscetível a novas descobertas e atualizações em sua taxonomia. Com base em estudos mais recentes (previamente citados), temos uma divisão composta por 6 famílias distintas de uma única ordem:

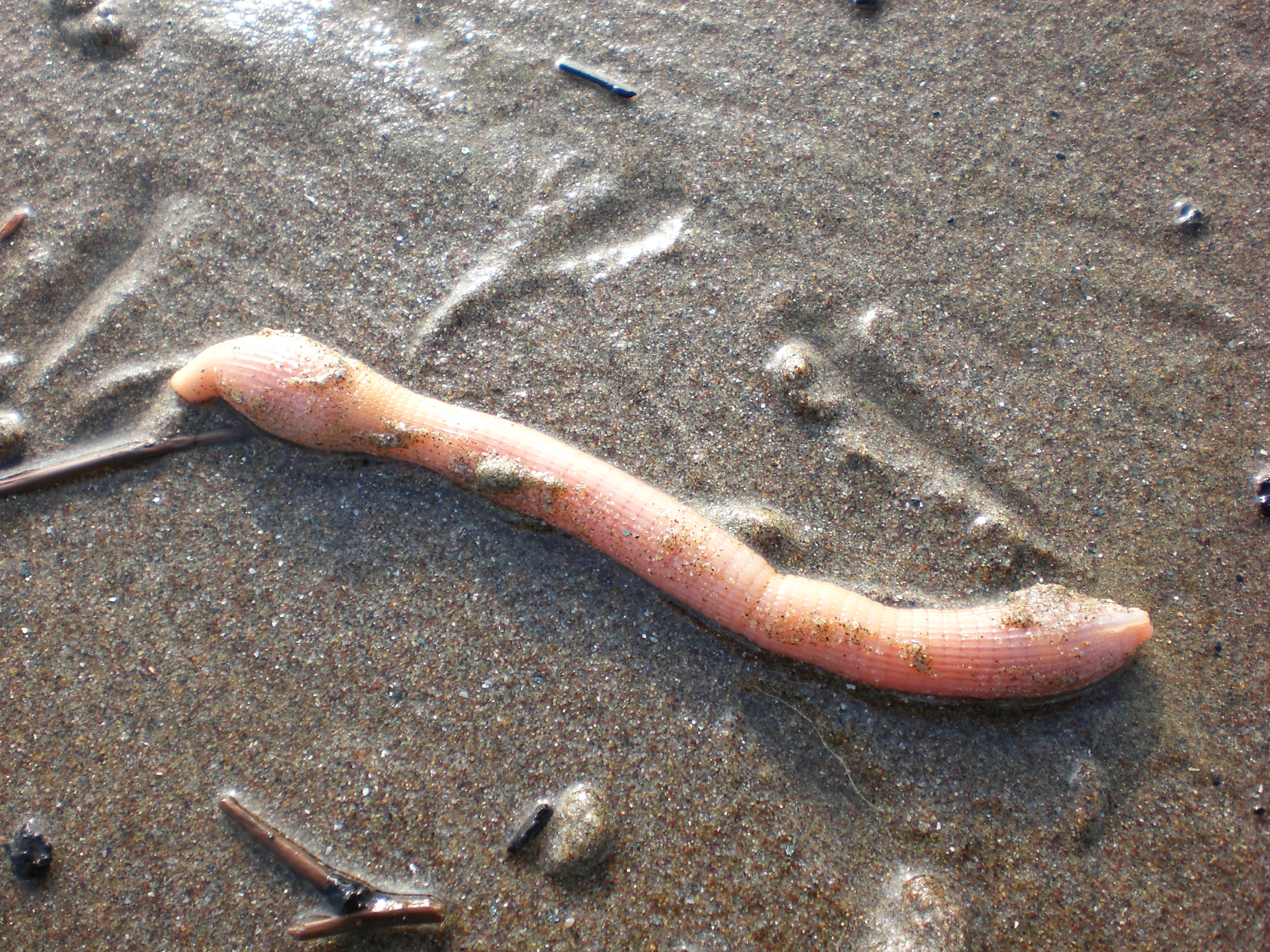
Sipunculus nudus: membro da família Sipunculidae. Foto de Mandalorian.

Família Sipunculidae Rafinesque, 1814: se destaca por apresentar um porte relativamente grande (a introverte, entretanto, é menor do que o tronco). Além de ganchos ausentes, suas camadas de músculos circulares e longitudinais são divididas em seções distintas. Temos a presença de extensões celomáticas na forma de canais longitudinais paralelos (que se estendem por boa parte do comprimento do tronco), na parede corporal. Estão presentes também, na região, canais diagonais curtos, estes limitados em comprimento pela largura da seção de músculos circulares. Por fim, há a possibilidade de um par de músculos protratores serem desenvolvidos. (Gêneros presentes: Sipunculus sp., Xenosiphon sp.)

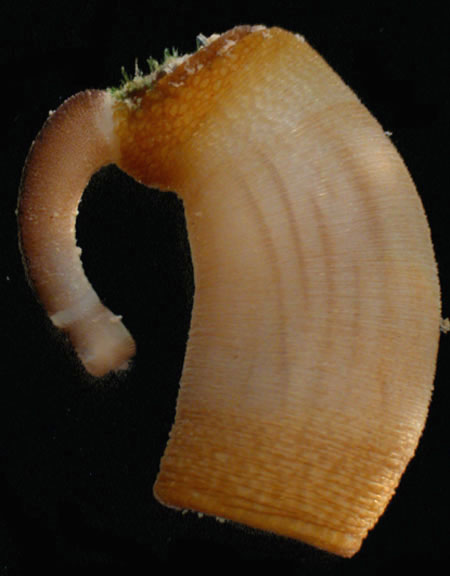
Aspidosiphon steenstrupii: membro da família Aspidosiphonidae. Foto de millerse.

Família Aspidosiphonidae Baird, 1868: em contraste com a família Sipunculidae, esta família é composta por sipunculos menores, com um tronco simplificado e um par de músculos retratores.  Possuem um distinto escudo anal, na forma de uma estrutura enrijecida no extremo anterior (ou em ambos os extremos) do tronco, tal estrutura pode ser encontrada como um “tampão” calcário, em algumas espécies. A introverte é projetada quase perpendicularmente ao eixo principal do tronco. Seus tentáculos são pequenos e reunidos na formação de um anel quase fechado, ao redor do órgão nucal. Suas camadas musculares são lisas e contínuas em membros de parte das espécies, mas também podem apresentar camadas de músculos longitudinais separadas em porções anastomosadas. (Gêneros presentes: Aspidosiphon sp., Cloeosiphon sp.)
Família Siphonosomatidae Kawauchi & Sharma & Giribet, 2012: apresenta sipunculos de médio a grande porte. A introverte, contudo, se mostra muito menor do que o tronco, com uma proeminente papila cônica e/ou ganchos agrupados em anéis. A parede do corpo possui extensões celômicas, na forma de sacos pequenos e irregulares. Suas camadas musculares  circulares e longitudinais são reunidas em seções anastomosadas, algumas vezes, indistintas. (Gêneros presentes: Siphonosoma sp., Siphonomecus sp.)

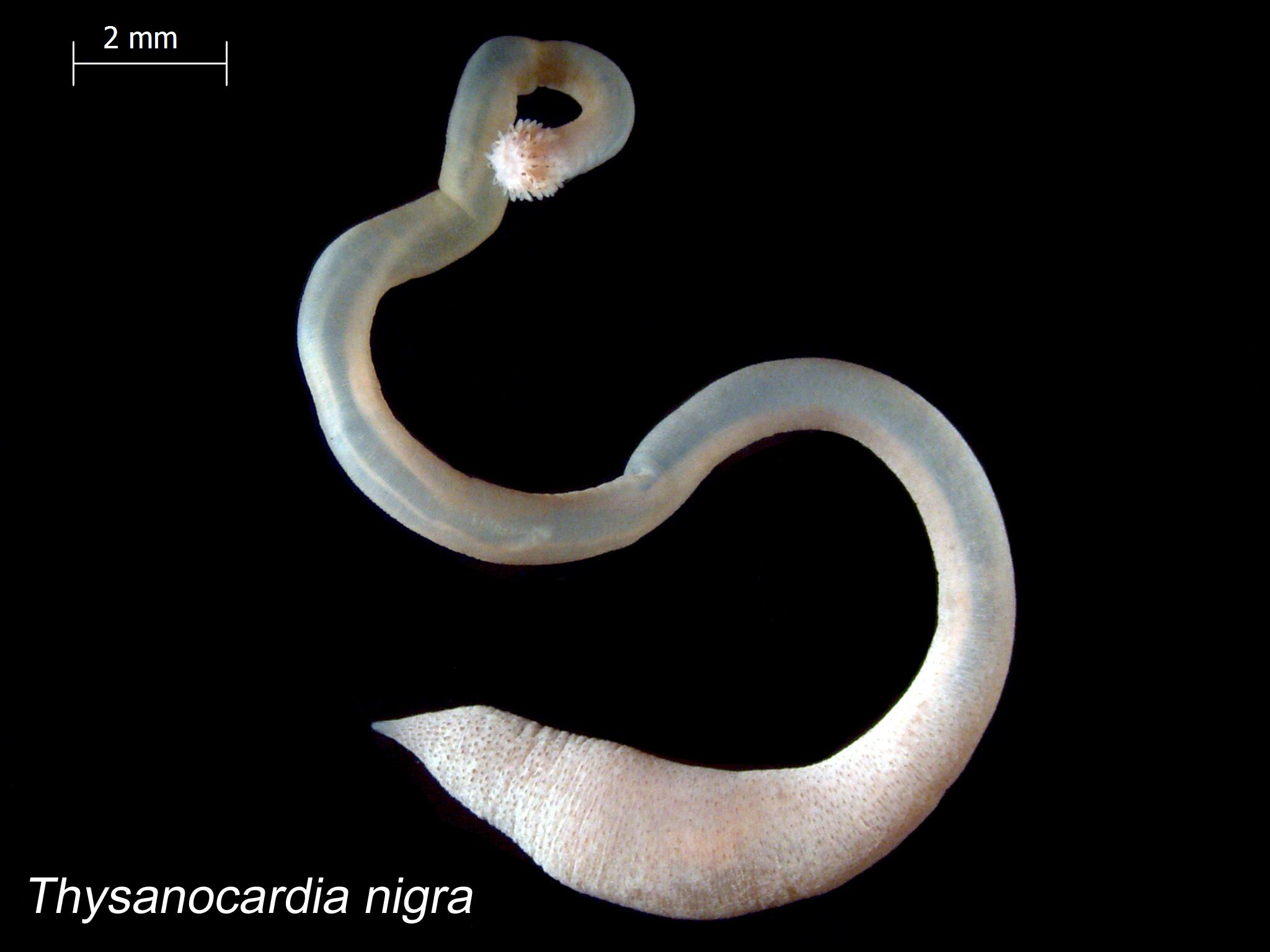
Thysanocardia nigra: membro da família Golfingiidae. Foto de EcologyWA.

Família Golfingiidae Stephen & Edmonds, 1972: é a família de Sipuncula com maior número de espécies conhecidas e apresenta representantes de tamanhos pequenos e médios. Embora simples, quando presentes, seus ganchos podem ser caducos, não bruscamente encurvados e geralmente irregulares (salvo em indivíduos de três espécies, onde os ganchos são organizados em anéis: Golfingia elongata (Keferstein, 1862); Golfingia pectinatoides Cutler & Cutler, 1979; e Nephasoma rimicola (Gibbs, 1973) ). Sua parede corporal possui uma camada muscular contínua, com a exceção de animais do gênero Phascolopsis, cujos músculos longitudinais são divididos em seções anastomosadas, assim como em indivíduos da família Siphonosomatidae. (Gêneros presentes: Phascolion sp., Onchnesoma sp., Golfingia sp., Nephasoma sp., Phascolopsis sp., Themiste sp., Thysanocardia sp.)

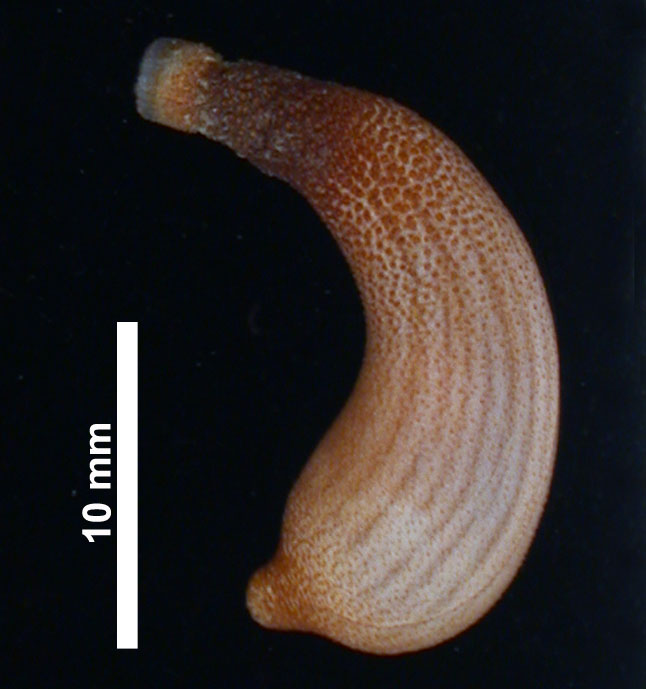
Antillesoma antillarum: membro da família Antillesomatidae. Foto de millerse.

Família Phascolosomatidae Stephen & Edmonds, 1972: formada por indivíduos similares, em tamanho, aos da família Golfingiidae. Possuem ganchos recurvados (habitualmente, com estruturas internas) e agrupados em anéis regularmente espaçados.  Seus vasos contráteis são lisos, embora possam ser maiores e com a presença de bolsões arredondados (ou túrgidos), em algumas espécies de Phascolosoma. A parede externa do tronco é rígida e com a presença de papilas (em exemplares de Apionsoma, as papilas são concentradas no extremo posterior do tronco). Internamente, os músculos longitudinais são subdivididos em seções anastomosadas, exceto em ,membros de dois subgêneros, Phascolosoma (Fisherana) e Apionsoma (Apionsoma), onde esta camada é mais fina e contínua. (Gêneros presentes: Apionsoma sp., Phascolosoma sp.)
Família Antillesomatidae Kawauchi & Sharma & Giribet, 2012: Composta por indivíduos de tamanho médio, estes são distintos por suas partes distais da introverte serem lisas e de coloração branca. Em contraste, a porção mais proximal possui papilas escuras, marcadas por uma estrutura circular distinta. Não há ganchos em membros adultos, embora alguns ganchos possam ser encontrados em indivíduos juvenis. Possuem o disco oral constituído por um órgão nucal, circundado por tentáculos, os quais variam em número, de acordo com o tamanho do animal. Sua parede corporal, como a de membros de outras famílias, é composta por camadas de musculatura longitudinal anastomosadas. Além disso, possuem dois pares de músculos retratores da introverte, onde os pares laterais comumente fundidos. Seus vasos contráteis apresentam uma grande quantidade de vilosidades. (Gênero presente: Antillesoma sp.)

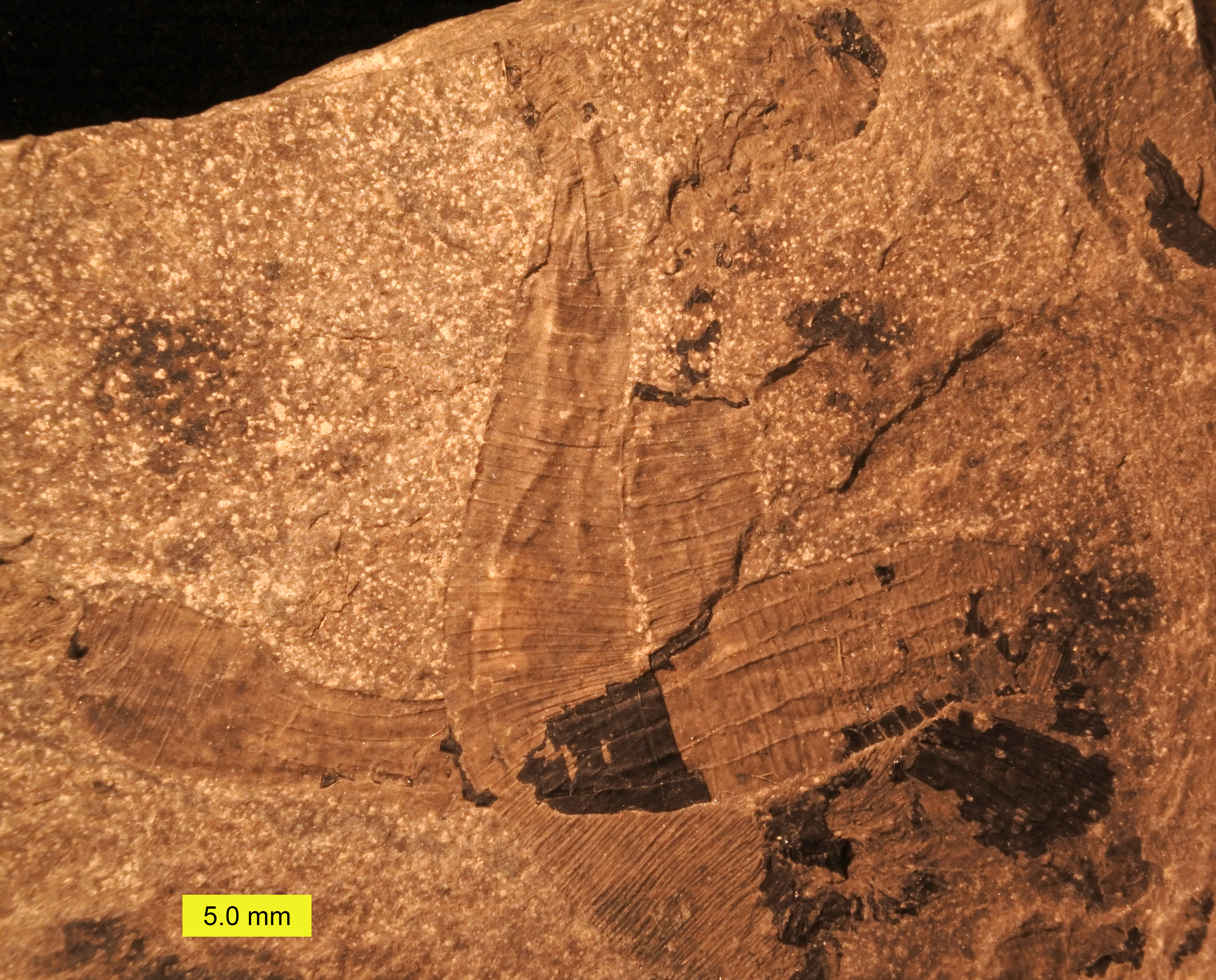
Lecthaylus gregarius (Siluriano). Foto de Wilson44691.

## Registro Fóssil
Devido à ausência de estruturas rígidas, como ossos ou um exoesqueleto, a fossilização dos Sipuncula é difícil e, por isso, seu registro fóssil não é muito amplo. Porém, alguns fósseis são associados a este táxon, mais notavelmente os gêneros  Archeogolphingia e Cambrosipunculus, da biota de Chengjiang (China), encontrados nos folhelhos de Maotianshan. Estes fósseis representam, possivelmente, os fósseis mais antigos deste grupo, sendo do início do período Cambriano,É notável como os animais deste grupo mudaram pouco, ao longo de aproximadamente meio bilhão de anos. Ainda foram achados fósseis de animais do gênero Lecthyalus, datados do Siluriano/Carbonífero inferior, e alguns icnofósseis cambrianos, associados a sipunculos. Por outro lado, existem alguns fósseis que foram erroneamente associados a este táxon, como os hyolithas (hoje, considerados Lophophorata) e o fóssil da fauna de Burgess Ottoia prolifica (atualmente, considerado um Priapulida, ou algum grupo próximo a este).

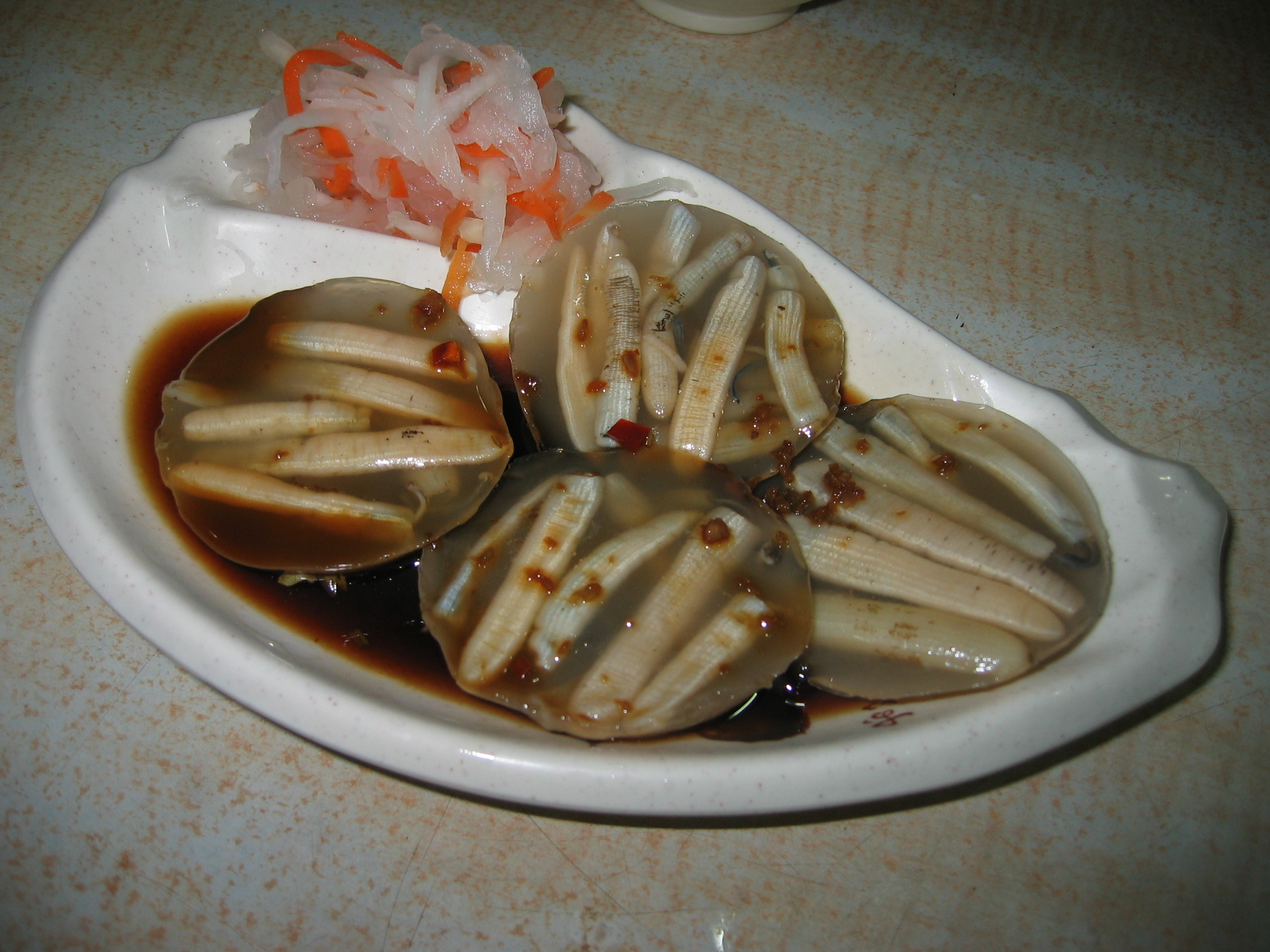
Geléia de Sipuncula. Foto de SoHome Jacaranda Lilau.

## Interesse Econômico
Na culinária:
Diferentes espécies de Sipuncula são iguarias da culinária, em certas regiões costeiras do Leste e sudeste asiático. Por exemplo, a geléia de Sipuncula (em Chinês: 土笋冻 ; pinyin:Tǔ sǔn dòng) é um prato típico da região de Quanzhou, além de outros pratos das Filipinas e do Vietnã
Cultivo:
Devido à super-exploração de Sipunculus nudus, culturas desta espécie vem aumentando consideravelmente em número e tamanho.